# Sequeiros (Aguiar da Beira)
Sequeiros ist ein Dorf und eine ehemalige Gemeinde (Freguesia) im portugiesischen Kreis Aguiar da Beira.
Die Freguesia Sequeiros hatte 262 Einwohner (Stand 30. Juni 2011) auf einer Fläche von 11,2 km².

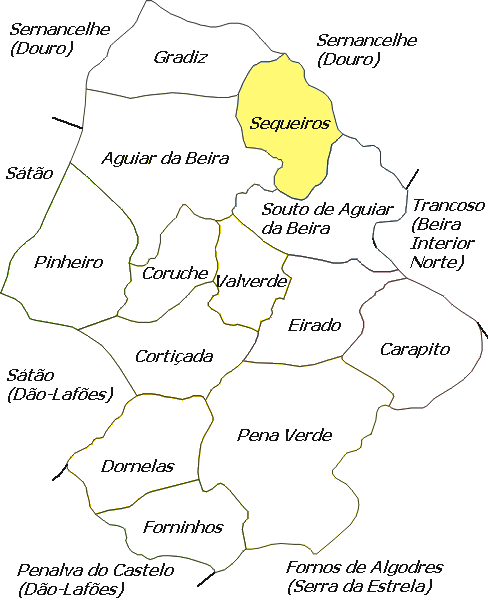
Lage der Freguesia Sequeiros im Kreis Aguiar da Beira bis September 2013

Am 29. September 2013 wurden die Freguesias Sequeiros und Gradiz zur neuen Freguesia  União das Freguesias de Sequeiros e Gradiz zusammengefasst. Sequeiros ist Sitz dieser neu gebildeten Freguesia.